# William Massot
Pour les articles homonymes, voir Massot.
William Massot est un footballeur français, né le 1er septembre 1977 à Nîmes. Il jouait au poste de défenseur.

## Biographie
Il rejoint le Nîmes Olympique en mai 2008 pour la saison de Ligue 2 2008-2009; titulaire en début de saison, il est définitivement écarté de l'équipe lors du mercato hivernal lorsque Jean-Michel Cavalli, le nouvel entraîneur, entre en fonction.
En juin 2009, il résilie à l'amiable son contrat, après seulement 12 matches de championnat. En juillet 2009, il s'engage pour 2 ans avec le Rodez Aveyron Football en National.

## Palmarès
- Champion de National avec le Clermont Foot Auvergne 63 en 2002
- Vice-Champion de National avec le Stade brestois 29 en 2004